# Arbeitszeitmodell
Ein Arbeitszeitmodell ist die wichtigste Hilfe zum reibungslosen Arbeitsablauf eines Arbeitsprozesses, beispielsweise des Produktionsprozesses.
Im Arbeitszeitmodell wird das Schema der Lage und Verteilung der Arbeitszeit geregelt. Es ist die Vorlage für die konkrete Regelung der Arbeitszeit für einen Arbeitnehmer. Den Rahmen für mögliche betriebliche Arbeitszeitmodelle bildet in der Regel ein Tarifvertrag, wo der fehlt, der Arbeitsvertrag. Eine weitere Hülle bildet das Arbeitszeitgesetz und europäische Richtlinien. Im Arbeitsschutzgesetz wird der Arbeitgeber auf das Arbeitszeitmodell als eine Quelle von Gefährdungen für den Arbeitnehmer gesondert hingewiesen.
Die zu leistende Arbeitszeit wird auf Grundlage der betrieblichen Notwendigkeiten im Rahmen eines Arbeitszeitmodelles festgelegt. Es wird die Dauer der täglichen Arbeitszeit und die gleichmäßige oder ungleichmäßige Verteilung auf die Wochentage festgelegt. Möglich ist somit auch ein unregelmäßiges Arbeitszeitmodell, bei dem die zu leistende Arbeitszeit nicht innerhalb einer Woche, sondern im Durchschnitt eines definierten Zeitraumes (zum Beispiel Jahr) erreicht wird.
In Betrieben mit Betriebsrat kann der Arbeitgeber die Arbeitszeitgestaltung nicht kraft seines Direktionsrechtes anordnen, sondern der Betriebsrat hat hierbei ein Mitbestimmungsrecht nach § 87 Betriebsverfassungsgesetz (BetrVG).
Ein Arbeitszeitmodell hilft dabei, einen lückenlosen Arbeitsablauf zu organisieren. Dem Arbeitszeitmanagement kommt damit besonders in Betrieben mit hohem Entgeltniveau eine große wirtschaftliche Bedeutung zu. Es sollte deswegen nur von entsprechend ausgebildeten Fachkräften geplant und eingeführt werden.

## Modellvarianten
Eine Arbeitszeitlösung und Auswahl eines passenden Arbeitszeitmodells gestaltet sich je nach Unternehmen sehr individuell. Jedes Modell weist Vor- und Nachteile sowohl für den Arbeitgeber als auch für die Beschäftigte auf. Für die erfolgreiche Einführung eines Modells ist daher entscheidend, dass beide Seiten zusammenarbeiten und einen Ausgleich der Interessen finden. Alle Modelle bringen andere rechtliche Rahmenbedingungen mit sich und wirken sich unterschiedlich auf die Wirtschaftlichkeit, Gesundheit, Arbeitgeberattraktivität und Familienfreundlichkeit aus, was auch für die Erarbeitung individueller Arbeitszeitlösungen gilt.
Verbreitete Modellvarianten sind:
- Gleitzeit
- Arbeitszeitkonto
- Versetzte Arbeitszeiten
- Jahresarbeitszeit
- Funktionszeit
- Vertrauensarbeitszeit
- Schicht- und Nachtarbeit
- Teilzeit
- Homeoffice
- Rufbereitschaft
- Zeitwertkonten
- Sabbatical
- 4-Tage-Woche